# Liège-Bastogne-Liège 1966
La 52e édition de Liège-Bastogne-Liège a eu lieu le 2 mai 1966 et a été remportée par le Français Jacques Anquetil. 

## Déroulement de la course
À 45 km de l'arrivée de cette cinquante-deuxième Doyenne, alors qu'il se trouve dans un groupe avec plusieurs favoris, Jacques Anquetil attaque, distance ses rivaux puis rattrape dans la côte de Mont-Theux le Luxembourgeois Johny Schleck, le Français Jean-Pierre Genet et le Belge Joseph Spruyt qui s'étaient échappés plus tôt dans la course. Anquetil les laisse sur place et part seul vers Liège. Il gagne cette classique au Stade Vélodrome de Rocourt avec presque cinq minutes d'avance, en ayant laissé ses adversaires impuissants. Cependant, deux jours plus tard, la Royale ligue vélocipédique belge le déclasse pour ne pas s'être rendu au contrôle antidopage. Arguant que personne ne le lui a demandé, Jacques Anquetil contre-attaque juridiquement et obtient gain de cause.
87 coureurs étaient au départ. 28 rejoignent l'arrivée.

## Classement
| n° | Coureur          | Équipe                     | Temps           |
| -- | ---------------- | -------------------------- | --------------- |
| 1  | Jacques Anquetil | Ford France-Hutchinson     | 6 h 59 min 45 s |
| 2  | Victor Van Schil | Mercier-Hutchinson-BP      | à 4 min 53 s    |
| 3  | Willy In't Ven   | Dr. Mann-Grundig           | à 4 min 54 s    |
| 4  | Walter Godefroot | Wiel's-Groene Leeuw-Gancia | à 5 min 04 s    |
| 5  | Willy Planckaert | Roméo-Smith's              | à 5 min 24 s    |
| 6  | Michele Dancelli | Molteni                    | m.t.            |
| 7  | Willy Bocklant   | Dr. Mann-Grundig           | m.t.            |
| 8  | Eddy Merckx      | Peugeot-Michelin-BP        | m.t.            |
| 9  | Joseph Huysmans  | Dr. Mann-Grundig           | m.t.            |
| 10 | Roger Swerts     | Mercier-Hutchinson-BP      | m.t.            |